# Kolarbyn Eco-Lodge

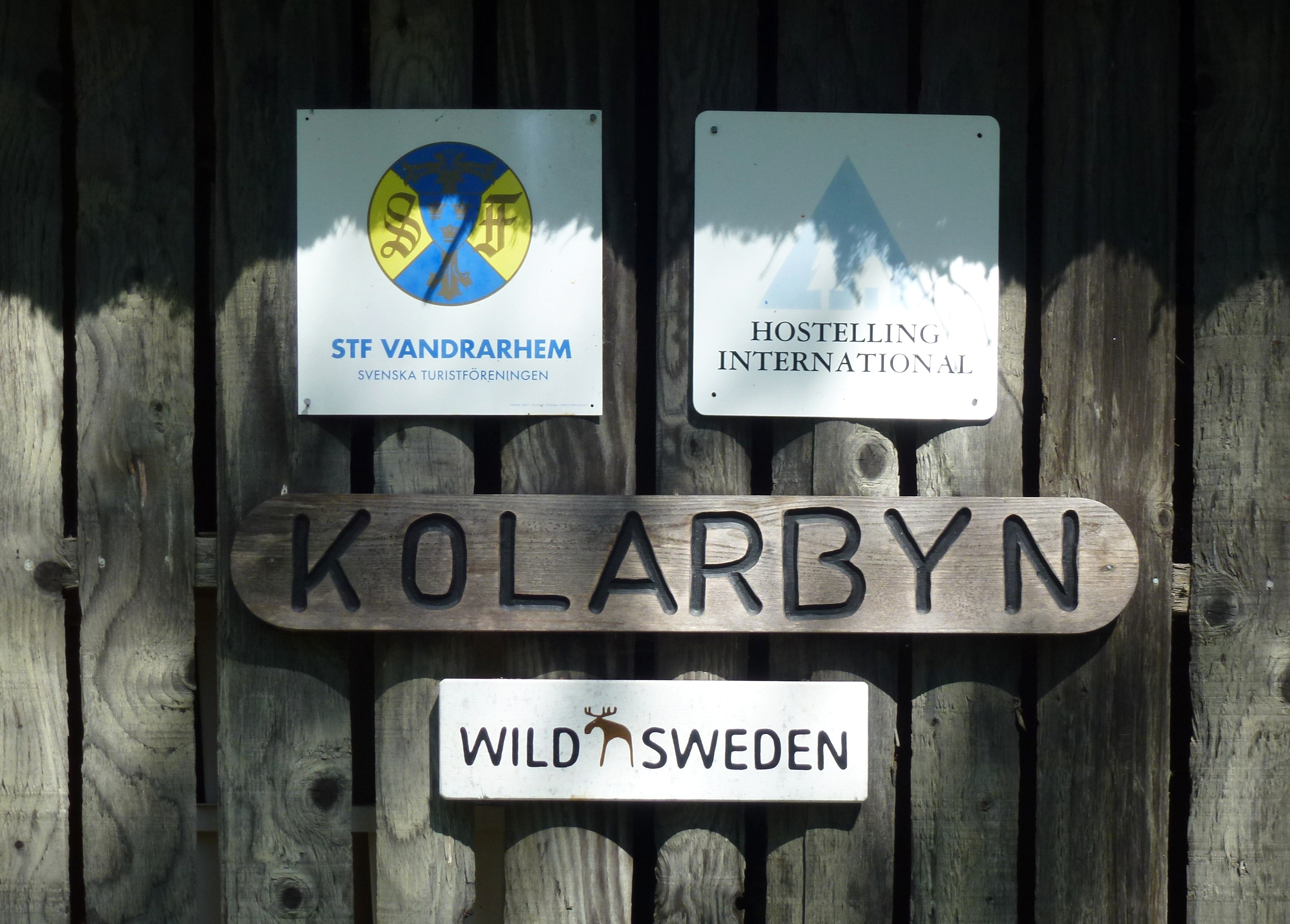
Kolarbyn 2014

Kolarbyn Eco-Lodge är ett vandrarhem vid södra sidan om Skärsjön, cirka tre kilometer sydost om Skinnskatteberg  i Västmanlands län. Byn består av tolv kolarkojor samt en timmerstuga för övernattning samt reception och samlingsstuga. Anläggningen, som håller öppet året runt, är ett av besöksmålen inom Ekomuseum Bergslagen.

## Beskrivning
Kolarbyn uppfördes under vintern 1996 när Skinnskattebergs kommun lät bygga tolv kolarkojor (numera har det tillkommit en familjekoja med 6 bäddar och en timmerstuga med två dubbelsängar). Kolarbyn vill förmedla hur det är att bo i en kolarkoja och hur träkol framställdes. Träkol var ända in på 1900-talet en nödvändig råvara för att kunna framställa järn. En av de sista masugnarna som använde träkol var Lienshyttan som lades ner så sent som 1959. Kolarbyn, som även kallas ”Sveriges mest primitiva vandrarhem”, drivs av Vindros AB och är franchise i Svenska Turistföreningen. Standarden är enkel, varje  koja har två sovbritsar med uppblåsbar madrass och fårskinnsfällar samt vedeldad kamin. Ved hugger man själv och vatten hämtas i kallkällan. Det finns inget rinnande vatten eller elektricitet. Det finns tillgång till enklare frukost och matpaket. I närbelägna Skärsjön tillhandahålls flytande bastu. Som gäst kan man hyra kanoter och roddbåt. Fina vandringsleder finns i området. Kolarbyn samarbetar med många lokala företag för att erbjuda gästerna flera aktiviteter som Bushcraft, överlevnadskurser och ridning på islandshäst.

## Bilder

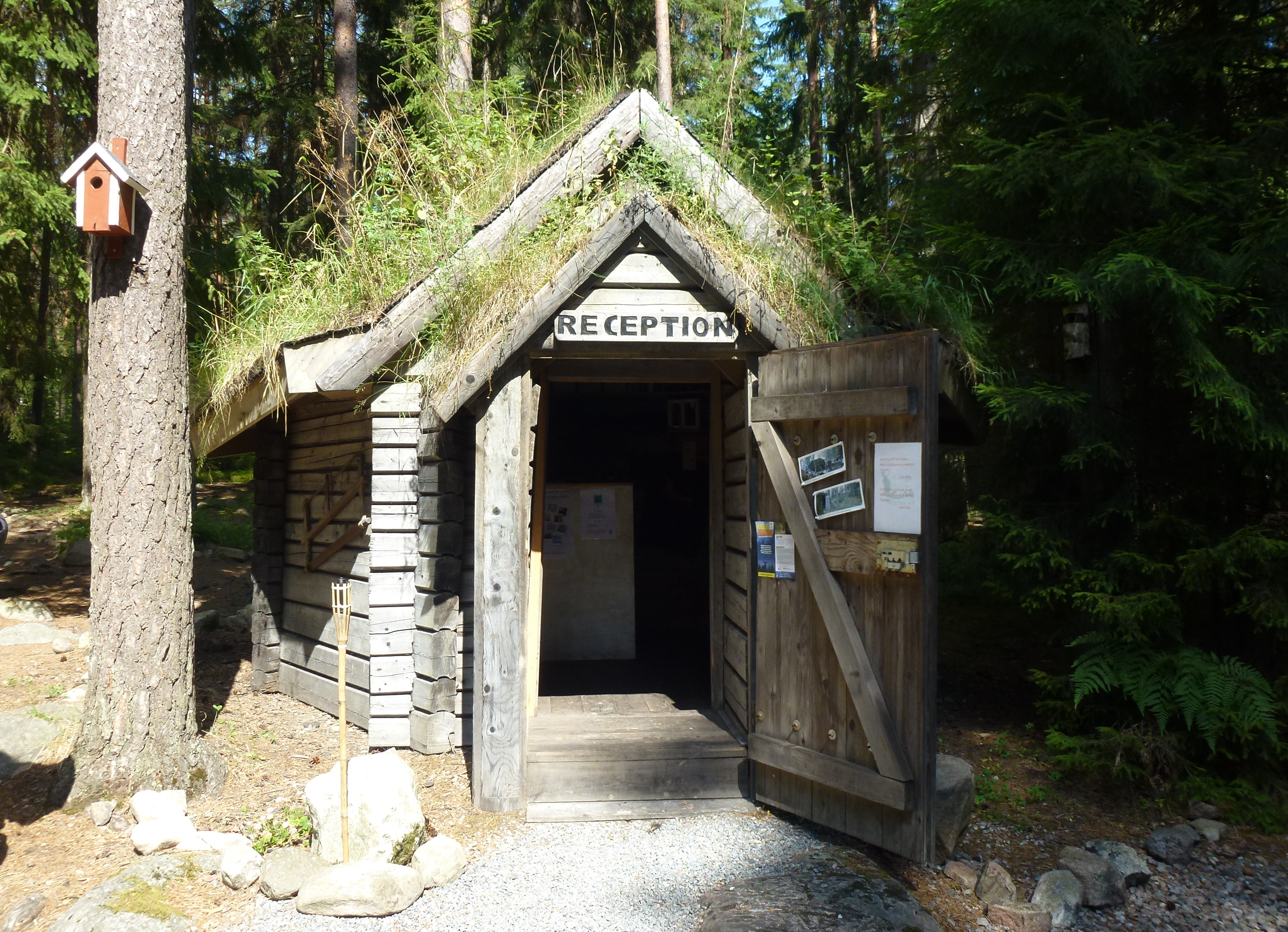
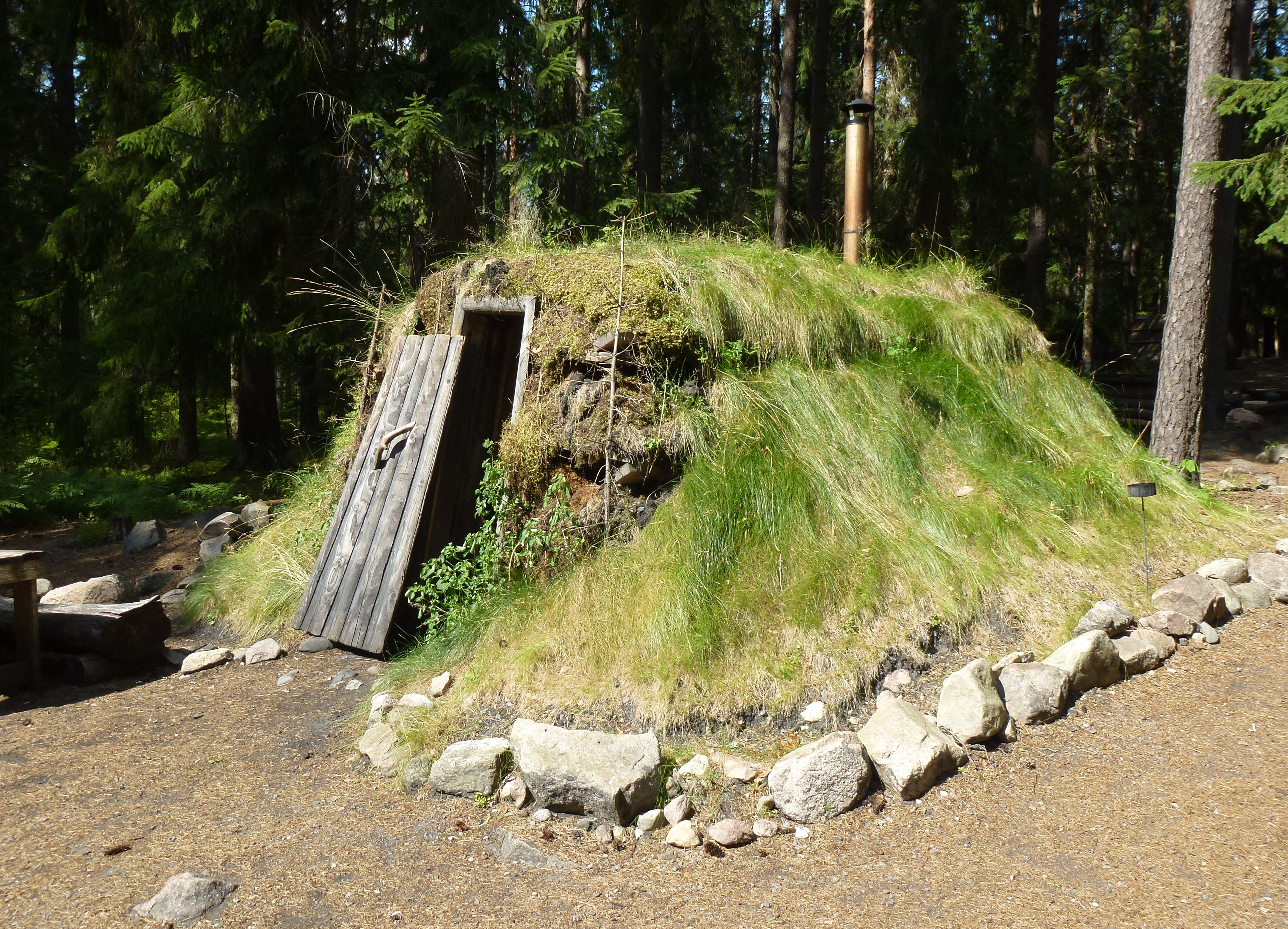
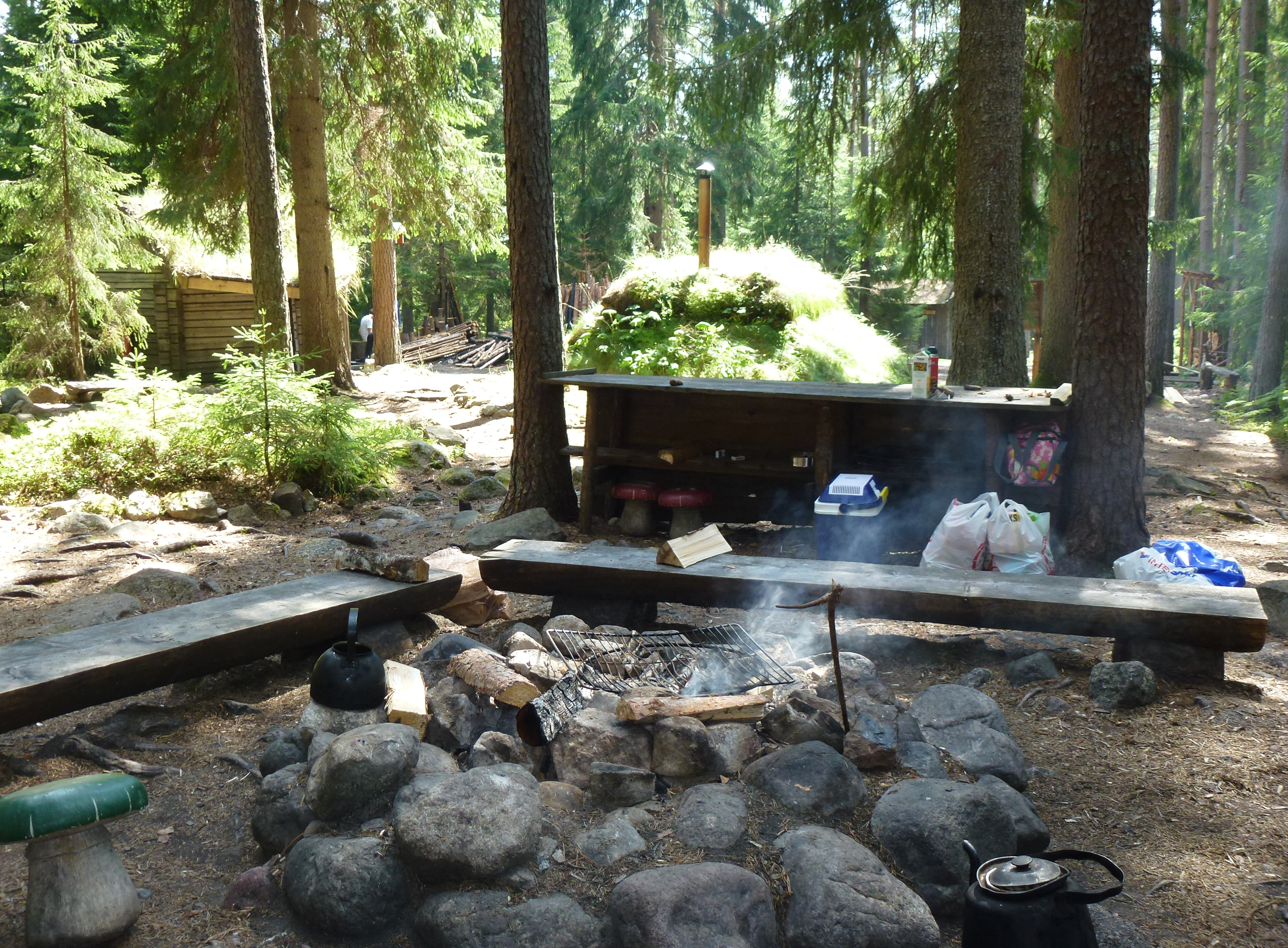
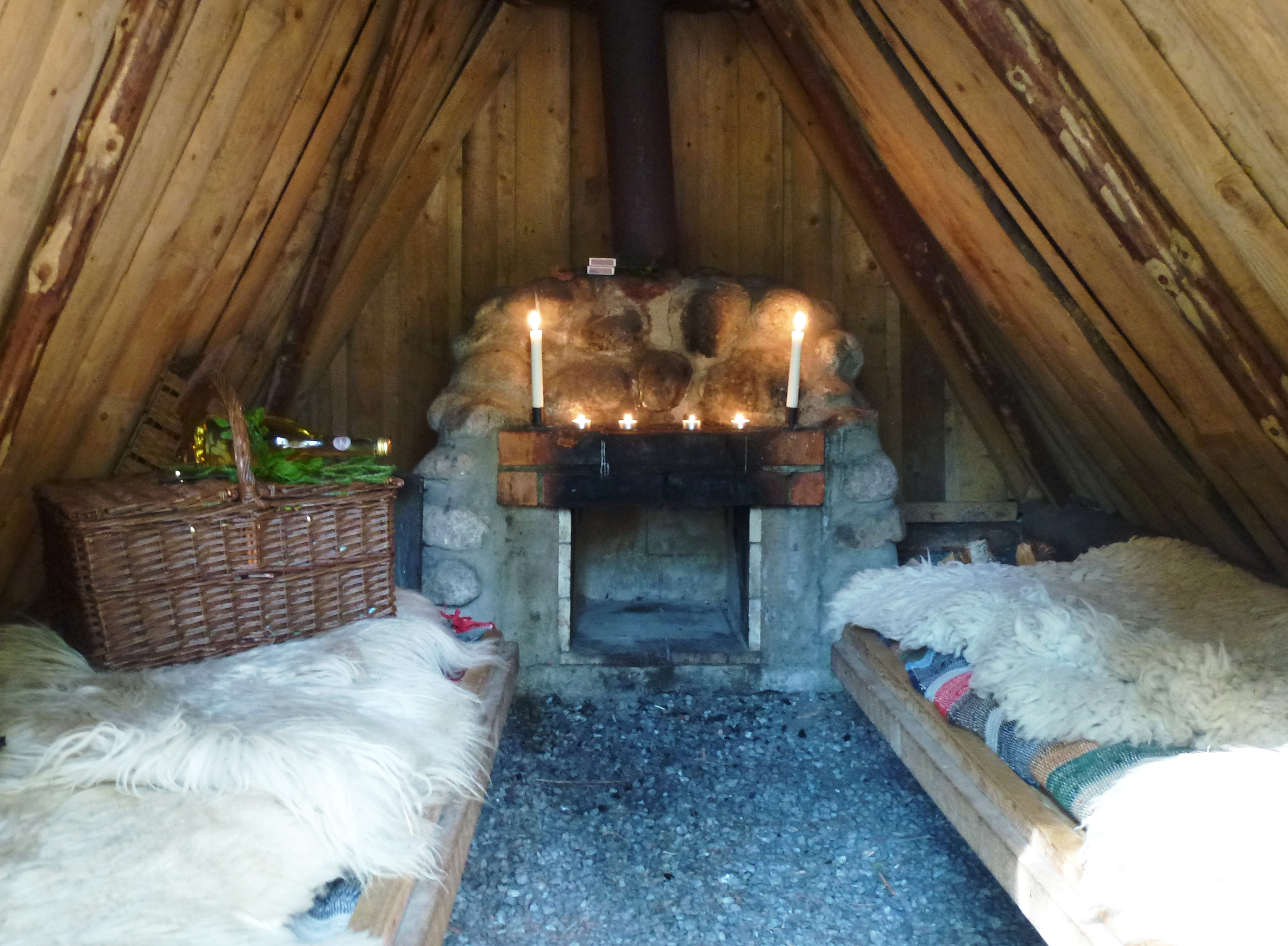